# ماريو باردو
ماريو باردو (بالإسبانية: Mario Pardo Acuña)‏ (13 مايو 1988 في تشيلي - ) هو مدرب كرة قدم ولاعب كرة قدم تشيلي في مركز الدفاع. لعب مع Deportes Temuco ‏ وA.C. Barnechea ‏ ولاسيرينا ويونيون لا كاليرا.

## وصلات خارجية
- ماريو باردو على موقع قاعدة بيانات كرة القدم.إي يو (الإنجليزية)
- ماريو باردو على موقع Soccerway.com (الإنجليزية)
- ماريو باردو على موقع AS.com (الإسبانية)